# Reinhold Otto Fock
Reinhold Otto Fock, född i april 1697, död 19 maj 1770 i Söderhamn, var en svensk militär.
Reinhold Otto Fock var son till generallöjtnant Gideon Fock och Gertrud Rehbinder. Han blev volontär vid Hälsinge regemente 1712, fänrik där 1713 med konfirmerad fullmakt 1717, löjtnant 1718 och kapten samma år. Fock var regementsfullmäktig vid riksdagen 1740–1741, blev major 1742, överstelöjtnant 1744 och var överste och chef för Hälsinge regemente 1750–1762. Reinhold Otto Fock introducerades på svenska riddarhuset 1752.
Reinhold Otto Fock blev 1748 riddare av Svärdsorden.